# Bronisław (powiat radziejowski)
Bronisław – wieś w Polsce położona w województwie kujawsko-pomorskim, w powiecie radziejowskim, w gminie Dobre.
Wieś sołecka.

## Podział administracyjny
W latach 1954–1959 wieś należała i była siedzibą władz gromady Bronisław, po jej zniesieniu w gromadzie Radziejów. W latach 1975–1998 miejscowość należała administracyjnie do województwa włocławskiego.

## Demografia
Według Narodowego Spisu Powszechnego (III 2011 r.) liczyła 499 mieszkańców. Jest trzecią co do wielkości miejscowością gminy Dobre.

## Historia

### Miejscowość
Słownik geograficzny Królestwa Polskiego tak oto opisuje miejscowość:
Bronisław w wieku XIX wieś i folwark w powiecie nieszawskim, gminie Radziejów, parafii własnej. Od Radziejowa nie całą milę, od Inowrocławia prawie trzy mile odległa. Na północ ma kanał Bachorzy i wieś Kobielice, na zachód graniczy z wsiami Skotniki i Papros w Wielkim księstwie poznańskim. Rozległość ogólna wynosi włók 53, oprócz pastwisk dość obszernych nad Bachorzą.
Osad włościańskich ma 28, z których cztery liczą po 20 mórg roli, inne od 40 do 60 morgów, razem włók 29; folwark ma przeszło 22 włóki, a 20 uwłaszczonych rolników, każdy na 3 morgach, oraz kilku jeszcze innych, obsiewają około 2 włóki gruntu. Rola wszędzie prawie pszenna, żyzna i dobra. Wieś ta ma kościół parafialny i szkołę, do której uczęszcza dzieci (r. 1879) 46, to jest 35 chłopców i 11 dziewcząt. Jest tu komora celna 4 klasy, w budynku drewnianym. Kiedy wieś ta założona została, nie wiadomo. Za czasów Jagiellonów wieś była przedmiotem zamiany klasztornych wsi Kozienice i Wargocin, a także niezidentyfikowanych Gałązek, należących do Zakonu Norbertanek na królewską wieś Bronisław na Kujawach.
Należała podobno do dóbr książęcych, a przy fundacji klasztoru panien norbertanek w Strzelnie, przez Aleksandra Ziemowita księcia kujawskiego w r. 1124, dostała się z innymi wspomnionym zakonnicom. Zdaje się, iż norbertanki ją założyły, czego dowodzi nazwa od błogosławionej Bronisławy, zakonnicy norbertańskiej, w Krakowie r. 1259 zmarłej. Wiadomo z dokumentów, że r. 1315 dnia 10 maja, Jan proboszcz norbertanek w Strzelnie, wieś tę i trzy inne zamienił z Gerwardem biskupem kujawskim na dziesięciny z wsi Rojewo i Dulsk, przyczem norbertanki miały dostać w dodatku 140 grzywien denarów toruńskich i 100 korcy (mensura) żyta, wartości ówczesnej 20 grzywien. W istocie dnia 13 lipca t. r. biskup spełnił swe zobowiązanie i wypłacił klasztorowi, z czego pokwitowanie otrzymał. (Rzyszezewski i Muczkowski, Codex diplom. t. II str. 202 i 204). Wkrótce jednak, bo już w następnym wieku, wieś Bronisław jest własnością norbertanek klasztoru św. Maryi Magdaleny za murami miasta Płocka, a Piotr, ich proboszcz, w dniu 29 stycznia 1449 r. wydaje dokument, opisujący powinności poddanych włościan.
W Bronisławiu był dwór, do którego proboszcz norberanek zjeżdżał niekiedy dla doglądania gospodarstwa, a nawet stąd dozorował nad innemi klasztornymi wsiami. Zakonnice trzymały rządcę, osobę świecką, lub swój folwark wydzierżawiały. Tak oto Bronisław w ręku duchownym zostawał do r. 1796, w którym rząd pruski pozabierał dobra kościelne. Odtąd Bronisław przeszedł na skarb państwa. W r. 1835 nastąpiło ostateczne uregulowanie gruntów plebańskich, dworskich i rolników, po czym Broniewice został donacją generała Korffa.

### Kościół i parafia
Do kościoła w Bronisławiu należały wsie: Koszczały, Skotniki i Papros, z których dwie ostatnie odpadły za linią graniczną do W. ks. poznańskiego, a dotąd pozostała przy nim sama wieś Koszczały. Erekcja pierwotna zaginęła, a i dzieje jego mało są znane, bo wszystkie akta wraz z plebanią zgorzały 1719 roku. Najdawniejsza świątynia była z drzewa, a gdy od starości spróchniała, r. 1613 Szczepan Malchrowicz, proboszcz miejscowy, wystawił nową, również drewnianą, którą Prane. Łącki biskup sufragan włocławski poświęcił.
Zaledwie jedno stulecie przetrwał ten kościół, prędko zniszczony przez brak nadzoru rzadko tu mieszkających proboszczów, wskutek czego r. 1747 Mateusz Kamiński, proboszcz klasztoru norbertanek płockich, zbudował nowy z drzewa. Ten gruntownie w r. 1852 wyrestaurowany, staraniem ks. Wojciecha Kochowicza proboszcza ówczesnego zgorzał zupełnie w dniu 22 czerwca 1870 r. z zaprószonego nieostrożnie ognia. Parafianie jednak, zachęceni słowy wspomnianego kapłana, wnet wystawili nowy, murowany, który w dniu 24 sierpnia 1876 r. poświęcił ksiądz Wincenty Popiel biskup diecezji kujawsko-kaliskiej.
Proboszcza przedstawiały tu i obierały dawniej norbertanki, najczęściej z wikariuszów katedry płockiej lub kanoników pobliskiej kolegiaty kruszwickiej. Ci zaś czasami dojeżdżali, a zwykle trzymali wikariuszów, lub stałych zastępców, zwanych komendarzami.

### Zaludnienie
W 1827 r. było tu 34 domów i 319 mieszkańców, obecnie w roku 1882 - 530 mieszkańców.
Bronisław parafia dekanatu nieszawskiego liczyła 680 dusz.